# Azteca sericea
Azteca sericea är en myrart som först beskrevs av Mayr 1866.  Azteca sericea ingår i släktet Azteca och familjen myror. Inga underarter finns listade.